# Schachdorf Ströbeck
Schachdorf Ströbeck is een plaats en voormalige gemeente in de Duitse deelstaat Saksen-Anhalt, en maakt deel uit van de Landkreis Harz.
Schachdorf Ströbeck telt 1.149 inwoners.

## Schaken
Het hele dorp staat in het teken van het schaakspel. Zelfs het dorpsplein is in het patroon van een schaakbord aangelegd. Dat komt omdat het dorp al eeuwen met het spel te maken heeft. Al in de 17e eeuw wordt Ströbeck genoemd. Keurvorst Friedrich Wilhelm von Brandenburg schonk toen een zilveren schaakspel aan het dorp. Toen in 1744 Frederik de Grote in het dorp op bezoek kwam, speelde hij een schaakpotje met de burgemeester. Na verloren te hebben, was hij zo onder de indruk dat hij vanaf dat moment elk jaar een afgezant naar Ströbeck stuurde. En als deze een schaakpartij verloor, werden de bewoners van het dorp een jaar lang alle belastingen kwijtgescholden. Kinderen krijgen in dit dorp ook schaakles, waar ze in vorm een toernooi ook examen in doen.